# 塩化ベンジル
塩化ベンジル（えんか—、benzyl chloride）は、有機合成で用いられる芳香族化合物の一種。トルエンのメチル基の水素をひとつを塩素に置き換えた構造を持ち、α-クロロトルエン、クロロメチルベンゼンと呼ぶこともできる。
塩化ベンジルは強い催涙性と不快な刺激臭を持つため、使用する際は確実な排気のもとに取り扱わなければならない。目の粘膜や皮膚を刺激する。かつて催涙ガスとして戦争で用いられたことがある。
その強い毒性から日本では平成28年7月1日の毒物及び劇物取締法の改正により、新たに医薬用外毒物の指定を受けた。
塩化ベンジルは、有機合成において、アルコールやカルボン酸の OH 基の水素をベンジル基で置き換えるために用いられる。
{\displaystyle {\ce {{ROH}+{C6H5CH2Cl}+R'3N->ROCH2C6H5+R'3N\bullet HCl}}}
{\displaystyle {\ce {{RCOOH}+{C6H5CH2Cl}+R'3N->RCOOCH2C6H5+R'3N\bullet HCl}}}
前者は、アルコールやフェノール類のヒドロキシ基をベンジル基により保護（ベンジル保護）する場合の一手法である。ウィリアムソン合成の一形式にあたる。
強アルカリで加水分解すると、ベンジルアルコールに変わる。
{\displaystyle {\ce {{C6H5CH2Cl}+ NaOH -> {C6H5CH2OH}+ NaCl}}}

## 関連化合物
- 臭化ベンジル